# 川内村立川内中学校
川内村立川内中学校（かわうちそんりつ かわうちちゅうがっこう）は、福島県川内村に所在した村立中学校である。

## 沿革
- 1947年[1]
  - 4月5日 - 双葉郡川内村立川内中学校創立
  - 10月10日 - 双葉郡川内村立川内中学校PTA発足
- 1952年
  - 8月25日 - 校庭拡張
  - 9月 - 寄宿舎「努ヶ丘寮」完成
  - 11月1日 - 川内村教育委員会設置
- 1953年
  - 7月3日 - 体育館兼講堂落成式挙行
  - 10月 - 校歌制定（作詞：草野心平、作曲：伊藤翁介）[2]
- 1957年11月7日 - 校旗樹立
- 1962年10月10日 - 特別教室（理科室・技術科実習室）完成
- 1963年10月 - 中庭噴水池完成
- 1985年6月28日 - 体育館落成式
- 1988年3月14日 - 新校旗樹立
- 1990年3月28日 - 新校舎完成
- 1993年2月3日 - コンピュータ導入
- 1997年
  - 3月26日 - 優良少年消防クラブ全国表彰
  - 10月16日 - 学校給食実施優良校「文部大臣賞」受賞
- 2011年
  - 3月16日 - 福島第一原子力発電所事故により川内村全村避難により当校を閉鎖
  - 4月 - 郡山市立逢瀬中学校を間借りして教育活動を再開する
- 2012年4月1日 - 川内村帰村に伴い当校再開
- 2021年
  - 3月31日 - 川内村立川内小学校との統合により廃校
  - 4月1日 - 義務教育学校である川内村立川内小中学園が設立